# Philogenia ebona
Philogenia ebona – gatunek ważki z rodziny Philogeniidae. Występuje na terenie Ameryki Południowej.